# Microsoft NetMeeting
Microsoft NetMeeting – nierozwijany obecnie klient VoIP oraz wielowęzłowej wideokonferencji, dołączany do wielu wersji Microsoft Windows (od Windows 95 OSR2 do Windows Vista). Używa on protokołu H.323 do obsługi wideokonferencji oraz współpracuje z oprogramowaniem bazującym na implementacji OpenH323, takim jak Ekiga, OpenH323 i Internet Locator Service (ILS) jako reflektor. Wykorzystuje również zmodyfikowaną wersję protokołu T.120 dla whiteboardingu, zdalnego udostępniania aplikacji (lub nawet pulpitu), a także transferu plików.

## Historia
Program NetMeeting wydano po raz pierwszy 29 maja 1996 roku, jako dołączony do Internet Explorer 3, a później Internet Explorer 4. Zawiera on technologię pozyskaną przez Microsoft od brytyjskiego przedsiębiorstwa Data Connection Ltd oraz DataBeam Corporation (przejętego później przez Lotus).
Zanim usługi wideo stały się powszechne w darmowych komunikatorach internetowych takich jak Yahoo! Messenger i MSN Messenger, NetMeeting był popularnym sposobem na przeprowadzenie wideokonferencji oraz czatowania przez Internet (z pomocą publicznych serwerów ILS lub „bezpośredniego dzwonienia” pod określony adres IP). Nieistniejący obecnie kanał telewizyjny TechTV używał NetMeeting jako sposobu zdobywania widzów swoich programów za pośrednictwem kamerek internetowych, aczkolwiek widzowie musieli łączyć się z numerami telefonów – ówcześnie szerokopasmowe połączenie z Internetem było wciąż rzadkim zjawiskiem.

## Architektura protokołu
NetMeeting wykorzystuje standard H.323 dla potrzeb wideokonferencji: używa kodeków G.723.1 i G.711 do kodowania dźwięku oraz oferuje przepływność (bitrate) między 5,3 a 64 kb/s. Wideo kodowane jest poprzez H.263 i obsługuje 30 klatek na sekundę. Sesje multimedialnych konferencji NetMeeting przez sieć są realizowane za pośrednictwem protokołów RTP, UDP i IP.
Funkcje udostępniania aplikacji, wspólnej tablicy, czatu i transferu plików korzystają z połączeń TCP/IP w ramach standardu T.120.

## Zakończenie wsparcia
W systemie Windows XP skrót prowadzący z menu Start do NetMeeting został usunięty. Użytkownicy muszą ręcznie uruchomić plik conf.exe z polecenia Uruchom z menu Start.
Począwszy od systemu Windows Vista, NetMeeting nie jest już dołączany do Windows. NetMeeting wciąż może być zainstalowany i uruchamiany na 32-bitowych wersjach Visty, ponieważ 22 marca 2007 roku firma Microsoft wydała aktualizację dla 32-bitowych wersji systemu. Aktualizacja instaluje NetMeeting 3.02 w wybranych edycjach systemu – Business, Enterprise i Ultimate. Jednakże niektóre funkcje nie są dostępne w wersji 3.02, takie jak przychodzące zaproszenia do zdalnego udostępniania pulpitu i zaznaczanie (wybieranie) obszaru na tablicy. Zdaniem Microsoftu wersja kompatybilna z Vistą nie ma wsparcia technicznego i stanowi tylko narzędzie pośrednie do przeprowadzania wspólnych sesji z użytkownikami komputerów z Windows XP. W edycjach Professional, Enterprise czy Ultimate systemu Windows 7 użytkownicy mają możliwość zainstalowania trybu Windows XP celem uzyskania dostępu do NetMeeting.
Firma Microsoft pierwotnie rekomendowała korzystanie z nowszych aplikacji, takich jak Meeting Space, Zdalny pulpit, Szybka pomoc, Skype, Microsoft Office Live Meeting i SharedView zamiast NetMeeting. Wszystkie – oprócz Zdalnego pulpitu, Szybkiej pomocy i Skype’a – przestały być rozwijane i żadna z nich nie zastąpiła w pełni NetMeeting. Drugorzędna tablica w NetMeeting 2.1 i późniejszych wykorzystuje protokół H.324.
Live Communications Server, Office Communicator, Microsoft Lync, Skype for Business oraz – obecnie – Microsoft Teams można uznać za następców NetMeeting, ponieważ, tak jak NetMeeting, obsługują tablice, udostępnianie pulpitu i transfer plików – choć, z większą liczbą funkcji, głównie komunikator internetowy.